# Kanadská fotbalová reprezentace
Kanadská fotbalová reprezentace reprezentuje Kanadu na mezinárodních fotbalových akcích, jako je mistrovství světa nebo Zlatý pohár CONCACAF.
27. března 2022 po 36 letech postoupila na Mistrovství světa.

## Mistrovství světa
Seznam zápasů kanadské fotbalové reprezentace na MS
| Rok    | Účast                                           | Soupisky |
| ------ | ----------------------------------------------- | -------- |
| 1930   | Bez účasti                                      |          |
| 1934   | Bez účasti                                      |          |
| 1938   | Bez účasti                                      |          |
| 1950   | Bez účasti                                      |          |
| 1954   | Bez účasti                                      |          |
| 1958   | Nepostoupili z kvalifikace                      |          |
| 1962   | Vzdali                                          |          |
| 1966   | Bez účasti                                      |          |
| 1970   | Nepostoupili z kvalifikace                      |          |
| 1974   | Nepostoupili z kvalifikace                      |          |
| 1978   | Nepostoupili z kvalifikace                      |          |
| 1982   | Nepostoupili z kvalifikace                      |          |
| 1986   | Základní skupina                                | Soupiska |
| 1990   | Nepostoupili z kvalifikace                      |          |
| 1994   | Nepostoupili z kvalifikace                      |          |
| 1998   | Nepostoupili z kvalifikace                      |          |
| 2002   | Nepostoupili z kvalifikace                      |          |
| 2006   | Nepostoupili z kvalifikace                      |          |
| 2010   | Nepostoupili z kvalifikace                      |          |
| 2014   | Nepostoupili z kvalifikace                      |          |
| 2018   | Nepostoupili z kvalifikace                      |          |
| 2022   | Nepostoupili ze skupiny                         | Soupiska |
| 2026   | Kvalifikováni (hostitel)                        | Soupiska |
| Celkem | Účast – 2× Zlato – 0×, Stříbro – 0×, Bronz – 0× |          |

## Zlatý pohár CONCACAF
| 1963 až 1971 | Bez účasti                                       |
| 1973         | Nekvalifikovali se                               |
| 1977         | 4. místo                                         |
| 1981         | 4. místo                                         |
| 1985         | Zlatá medaile                                    |
| 1989         | Bez účasti                                       |
| 1991         | Základní skupina                                 |
| 1993         | Základní skupina                                 |
| 1996         | Základní skupina                                 |
| 1998         | Bez účasti                                       |
| 2000         | Zlatá medaile                                    |
| 2002         | Bronzová medaile                                 |
| 2003         | Základní skupina                                 |
| 2005         | Základní skupina                                 |
| 2007         | Semifinále                                       |
| 2009         | Čtvrtfinále                                      |
| 2011         | Základní skupina                                 |
| 2013         | Základní skupina                                 |
| 2015         | Základní skupina                                 |
| 2017         | Čtvrtfinále                                      |
| 2019         | Čtvrtfinále                                      |
| 2021         | Semifinále                                       |
| Celkem       | Účast – 17× Zlato – 2×, Stříbro – 0×, Bronz – 2× |